# Réserve naturelle régionale de la forêt des volcans de Wegscheid
La réserve naturelle régionale de la forêt des volcans de Wegscheid (RNR186) est une réserve naturelle régionale située en Alsace dans la région Grand Est. Classée en 2008, elle occupe une surface de 101 hectares sur le versant sud du Rossberg.

## Localisation

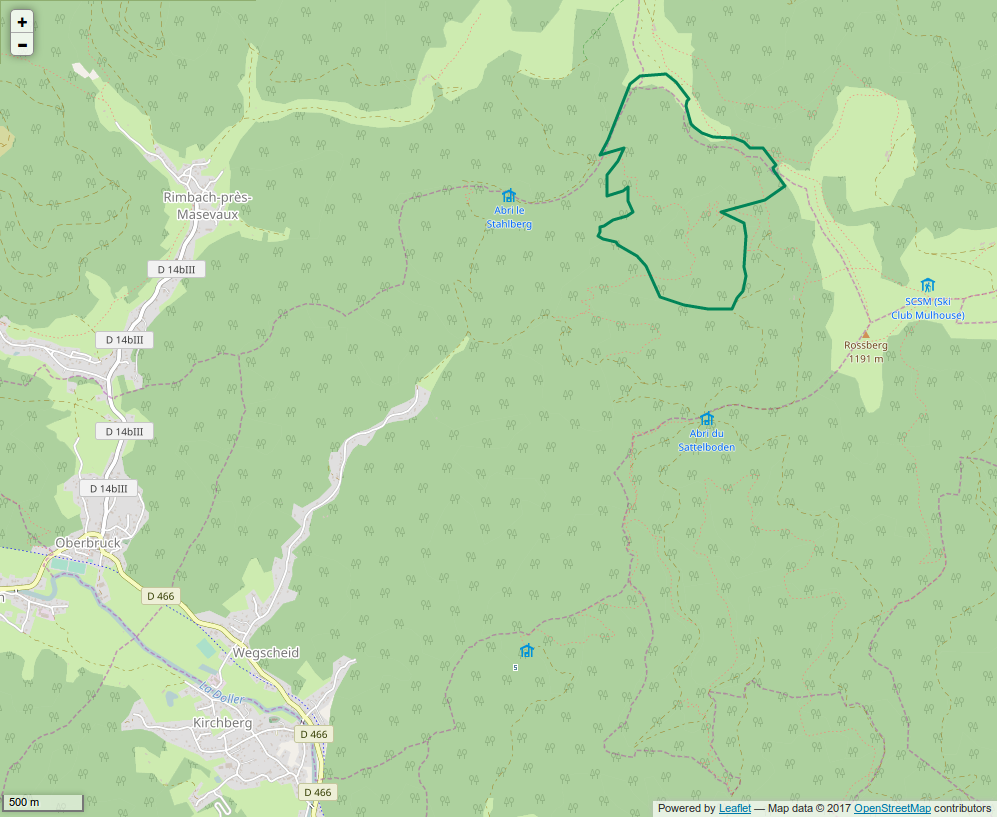
Périmètre de la réserve naturelle.

Le territoire de la réserve naturelle est dans le département du Haut-Rhin sur la commune de Wegscheid, dans le parc naturel régional des Ballons des Vosges. Il occupe une partie du versant sud du Rossberg entre 700 m et 1 164 m aux Vogelsteine.

## Histoire du site et de la réserve
Il y a 350 millions d’années, un volcan était en éruption sur le site. Témoin de la formation de la chaîne Hercynienne, il a laissé des roches basaltiques et des pitons de lave.

## Écologie (biodiversité, intérêt écopaysager…)
L'intérêt du site provient de la présence de restes volcaniques qui ont contribué à la faible exploitation des boisements. On y trouve une grande quantité de bois mort et des arbres d'une taille remarquable couverts de champignons.

### Géologie
Le site offre un relief accidenté et contient des vestiges volcaniques, restes d'un ancien volcan, qui forment des pitons de lave vieux de 350 millions d’années. Des phénomènes liés au volcanisme sont visibles (orgues basaltiques, brèches volcaniques, lave en coussins) ainsi que les roches caractéristiques : andésite, porphyre, trachyte, etc.

### Flore
Le versant est couvert par la forêt. On y trouve de la hêtraie-sapinière, de la hêtraie d'altitude, de la forêt sur éboulis et de la chênaie. Vers la crête, des pelouses complètent la mosaïque de milieux. Parmi la flore du site, on peut citer la Drave faux Aïzoon et l'Alchémille en éventail. On compte sur le site plus de 550 espèces de champignons.

### Faune
L'avifaune du site compte le Grand Corbeau, le Pic noir et le Faucon pèlerin. Le Chamois et le Lynx fréquentent également la réserve naturelle.

## Intérêt touristique et pédagogique
Des sentiers parcourent le site et permettent d'approcher les restes volcaniques.

## Administration, plan de gestion, règlement
La réserve naturelle est gérée par le Conservatoire des Sites Alsaciens.

### Outils et statut juridique
La réserve naturelle a été créée par une délibération du Conseil régional d'Alsace du 28 mars 2008.